# Żubrówka
Żubrówka är en med gräs smaksatt vodka destillerad av råg. Den råa spriten blandas med ett extrakt av myskgräs/lukttåtel. Växten är kumarinhaltig och ofta läggs ett helt gräsblad i flaskan. Drycken har en karakteristisk smak, arom och gulaktig färg. Namnet kommer från żubr eller zubr, det slaviska ordet för visent, eller europeisk bison, ett djur som är förtjust i gräsarten.
Żubrówka har tillverkats i gränstrakterna mellan Polen och Belarus sedan 1600-talet. 1926 började företaget Polmos i Brest att masstillverka drycken.

## Namnvarianter och ursprung
Drycken säljs under olika namn i olika länder:
- Polen (Żubrówka)
- Vitryssland (Зуброўка)
- Ryssland (Зубровка)
- USA (Bison Vodka)
- Ukraina (Зубрiвка)
- Tyskland (Grasovka)
- Tjeckien (Zubrovka)
- Österrike (Grasovka)

Numera är namnet Żubrówka, översatt till andra språk, gräs i flaska med alkoholhaltiga drycker registrerat av det polska företaget Polmos som numera ligger i Białystok i Polen.
Żubrówka serveras vanligen kyld blandad tillsammans med äppeljuice eller som dessert där vaniljglass dränks i drycken.
Żubrówka spelar en huvudroll i Somerset Maughams novell Rakbladet, där drycken används för att lura tillbaks en ung kvinna till alkoholism.